# Juan Arza
Juan Arza (Estella, 12 giugno 1923 – Siviglia, 17 luglio 2011) è stato un calciatore e allenatore di calcio spagnolo, di ruolo attaccante.

## Carriera
Giocò per quasi tutta la carriera nel Siviglia, con cui vinse la Primera División nel 1945-1946 e la Copa del Generalísimo nel 1947-1948. Vinse inoltre il titolo di Pichichi nella stagione 1954-1955; con le sue 182 reti è il decimo miglior marcatore nella storia della massima divisione spagnola.

## Palmarès

### Giocatore

#### Competizioni nazionali
- Campionato spagnolo: 1

Siviglia: 1945-1946
- Coppa di Spagna: 1

Siviglia: 1947-1948

#### Individuale
- Trofeo Pichichi: 1

1954-1955 (28 gol)